# 兵庫優駿
兵庫優駿（ひょうごゆうしゅん、旧名: 兵庫ダービー）は、兵庫県競馬組合が施行する地方競馬の重賞競走（平地競走）である。

## 概要

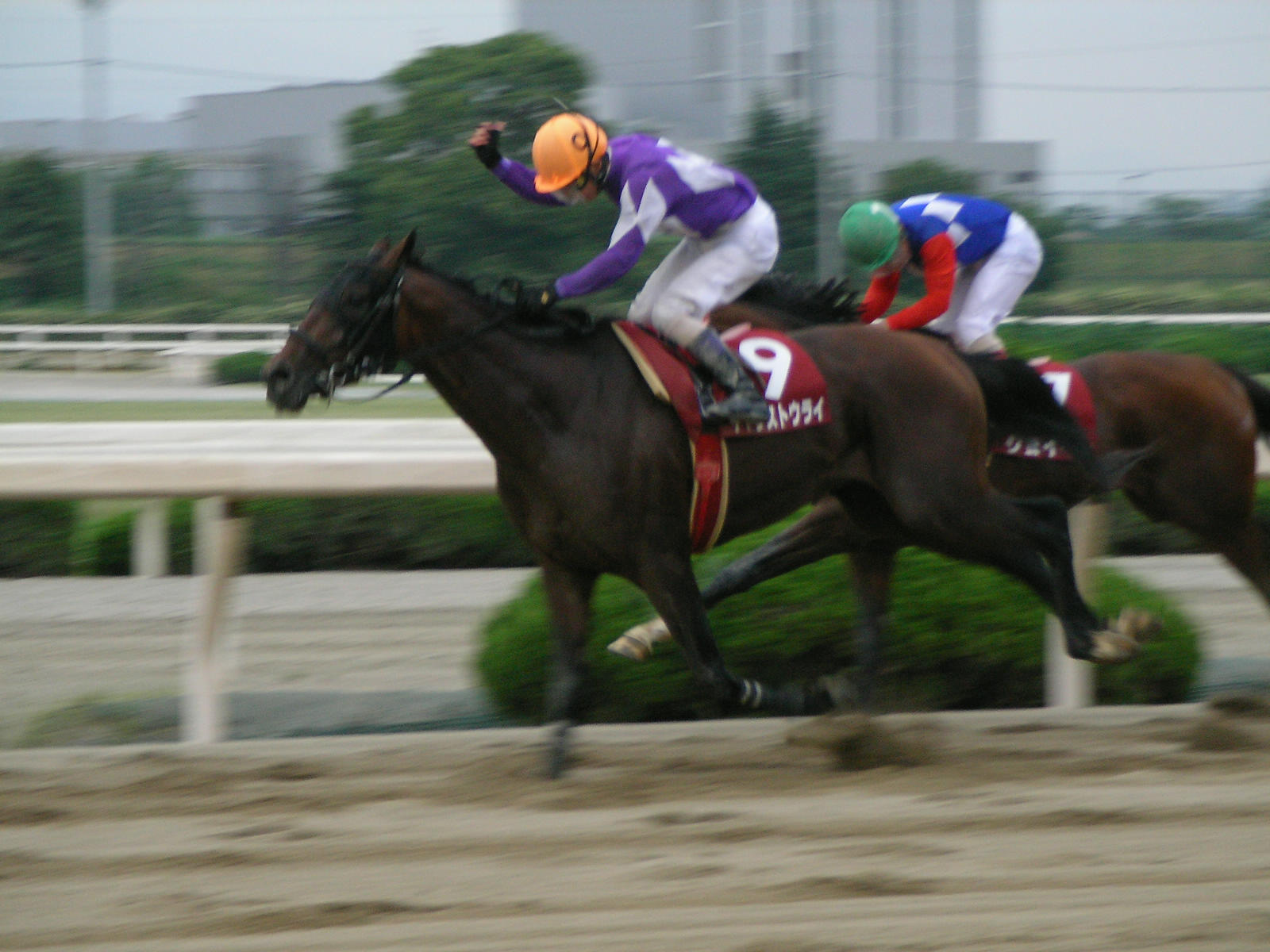
第7回優勝馬・チャンストウライ

1999年に兵庫県競馬組合がサラブレッドを導入し、2000年に3歳を迎えたサラブレッドのために創設された。当初の競走名は園田ダービー（そのだダービー）で、2006年から兵庫ダービーとなり、2024年に現名称となっている。
兵庫県競馬における3歳クラシック（三冠）の1競走で、園田競馬場のダート1870mで開催されるが、2000年の第1回は三冠競走の第三戦、2001年から2005年は第1戦、ダービーWeekに組み込まれた2006年は第2戦、2007年以降は第3戦と施行時期が目まぐるしく変化している。2001年から2005年まではこの競走の上位2頭に兵庫チャンピオンシップへの優先出走権が付与されていた。
トライアル競走は2005年まではデイリースポーツ社賞で、優勝馬の成績は兵庫ダービーで4勝2着1回と関連性が高かった。2006年は兵庫ダービートライアル（1700m）で、同競走の上位2頭がこの競走の優先出走権を付与されていた。2007年以降は、菊水賞の優勝馬に優先出走権が付与される。
2006年（第7回）は当初姫路競馬場の6月開催だったが、馬場改修に伴い使用できず施行場が園田に変更された。これは地方競馬のイベントの1つであるダービーシリーズ（旧・ダービーWeek、2023年をもって終了）にこの競走が組み込まれたためであり、ジャパンダートダービーの指定競走となり、この競走の優勝馬は同競走の出走馬の選考においてその成績が重視された。これに伴い、ファンファーレもダービーWeek専用のものに変更されている。
2008年より社台スタリオンステーション・社団法人JBC協会協賛競走となり、優勝馬主には種付権が副賞として贈られる。対象種牡馬は2008年はスペシャルウィーク、2009年から2012年まではメイショウサムソン、2013年から2015年はディープブリランテ、2016年・2017年はゼンノロブロイ、2018年はエイシンフラッシュ 、2019年から2023年はリアルスティール、2024年はサリオスとなっている。
2009年は姫路競馬場のダート1800m、2010年は姫路競馬場のダート2000mで開催された。2011年は従来どおり園田競馬場のダート1870mに戻っている。
2024年よりダービーシリーズの廃止に伴いレース名称を兵庫優駿に改称し、併せて開催時期を6月から7月に移動することになった。
負担重量は2012年から56kg（牝馬2kg減）であったが、2025年に57kg（牝馬2kg減）となっている。

### 条件・賞金（2025年）
条件
サラブレッド系3歳、兵庫所属
- 菊水賞で3着以上、兵庫優駿トライアル競走（2025年はアヤノミドリメモリアル〈園田ダ1870m〉）の1着馬に優先出走権がある。

負担重量
定量（57kg、牝55kg）
賞金等
1着2000万円、2着800万円、3着500万円、4着300万円、5着200万円。
副賞
スタリオンシリーズに指定されており、ジャスティンミラノの配合権利が優勝馬馬主への副賞となっている。

### トライアルレース
優勝馬に本競走の優先出走権が与えられるトライアルレースが行われている。2024年以後のトライアルレースは以下の通り。
- 2024年 - オオエライジンメモリアル
- 2025年 - アヤノミドリメモリアル

## 過去の賞金額
兵庫競馬の売上げ不振により、本競走は第3回競走以後総額本賞金の減額を3度行なったが、2007年に一度大幅な増額を行なった。しかし、翌年に2着以下の賞金割合を減らしたためにまた減額となり、その後も数年ごとに減額されたが、2015年からは7年連続で前年比増額となり、現在では第1回を上回る水準に達している。
2020年から重賞Iでは2番目の賞金額となる1着賞金2000万円に達し、翌2021年には2着以下の賞金も増額された。
| 開催回            | 総額賞金  | 1着賞金   | 2着賞金 | 3着賞金 | 4着賞金 | 5着賞金 |
| ----------------- | --------- | --------- | ------- | ------- | ------- | ------- |
| 第1回・2回        | 1,700万円 | 1,000万円 | 350万円 | 180万円 | 100万円 | 70万円  |
| 第3回             | 1,650万円 | 1,000万円 | 320万円 | 160万円 | 100万円 | 70万円  |
| 第4回・5回        | 1,280万円 | 800万円   | 240万円 | 120万円 | 72万円  | 48万円  |
| 第6回・7回        | 900万円   | 600万円   | 150万円 | 72万円  | 48万円  | 30万円  |
| 第8回             | 1,500万円 | 1,000万円 | 250万円 | 120万円 | 80万円  | 50万円  |
| 第9回 - 11回      | 1,400万円 | 1,000万円 | 200万円 | 100万円 | 60万円  | 40万円  |
| 第12回・13回      | 1,120万円 | 800万円   | 160万円 | 80万円  | 48万円  | 32万円  |
| 第14回・15回      | 840万円   | 600万円   | 120万円 | 60万円  | 36万円  | 24万円  |
| 第16回            | 900万円   | 600万円   | 150万円 | 72万円  | 48万円  | 30万円  |
| 第17回            | 1,200万円 | 800万円   | 192万円 | 96万円  | 64万円  | 48万円  |
| 第18回            | 1,500万円 | 1,000万円 | 240万円 | 120万円 | 80万円  | 60万円  |
| 第19回            | 1,600万円 | 1,000万円 | 280万円 | 140万円 | 100万円 | 80万円  |
| 第20回            | 2,080万円 | 1,300万円 | 364万円 | 182万円 | 130万円 | 104万円 |
| 第21回            | 3,200万円 | 2,000万円 | 560万円 | 280万円 | 200万円 | 160万円 |
| 第22 - 24回・26回 | 3,800万円 | 2,000万円 | 800万円 | 500万円 | 300万円 | 200万円 |
| 第25回            | 3,600万円 | 2,000万円 | 700万円 | 400万円 | 300万円 | 200万円 |

## 歴代優勝馬
| 回数   | 施行日        | 競馬場 | 距離  | 優勝馬             | 性齢 | 所属 | タイム | 優勝騎手   | 管理調教師 | 馬主                           |
| ------ | ------------- | ------ | ----- | ------------------ | ---- | ---- | ------ | ---------- | ---------- | ------------------------------ |
| 第1回  | 2000年6月14日 | 園田   | 1870m | アヤノミドリ       | 牝3  | 西脇 | 2:02.4 | 岩田康誠   | 謝明方     | 河崎安輔                       |
| 第2回  | 2001年4月11日 | 園田   | 1870m | ロードバクシン     | 牡3  | 園田 | 2:03.7 | 小牧太     | 曾和直榮   | 中村和夫                       |
| 第3回  | 2002年4月10日 | 園田   | 1870m | セトノウルトラ     | 牡3  | 園田 | 2:01.7 | 赤木高太郎 | 薮田孝男   | 難波澄子                       |
| 第4回  | 2003年4月9日  | 園田   | 1870m | シンドバッド       | 牡3  | 園田 | 2:00.9 | 小牧太     | 曾和直榮   | 前田晋二                       |
| 第5回  | 2004年4月14日 | 園田   | 1870m | ホクセツガーデン   | 牡3  | 園田 | 2:02.0 | 小牧太     | 田中範雄   | 上山照夫                       |
| 第6回  | 2005年4月13日 | 園田   | 1870m | グレートステージ   | 牡3  | 園田 | 2:01.7 | 岩田康誠   | 曾和直榮   | 前田晋二                       |
| 第7回  | 2006年6月8日  | 園田   | 1870m | チャンストウライ   | 牡3  | 西脇 | 2:02.8 | 下原理     | 寺嶋正勝   | 組）ジェントルマンホースクラブ |
| 第8回  | 2007年6月7日  | 園田   | 1870m | ユキノアラシ       | 牡3  | 西脇 | 2:03.9 | 田中学     | 利國雪城   | 松岡幸男                       |
| 第9回  | 2008年6月5日  | 園田   | 1870m | バンバンバンク     | 牡3  | 園田 | 1:59.1 | 田中学     | 田中範雄   | 上岡和男                       |
| 第10回 | 2009年6月4日  | 姫路   | 1800m | カラテチョップ     | 牡3  | 西脇 | 1:59.9 | 下原理     | 寺嶋正勝   | 組）ジェントルマンホースクラブ |
| 第11回 | 2010年6月3日  | 姫路   | 2000m | ハイパーフォルテ   | 牡3  | 西脇 | 2:11.5 | 田中学     | 平松徳彦   | 蒲牟田浩                       |
| 第12回 | 2011年6月9日  | 園田   | 1870m | オオエライジン     | 牡3  | 園田 | 1:58.6 | 木村健     | 橋本忠男   | 川根幸晴                       |
| 第13回 | 2012年6月7日  | 園田   | 1870m | メイレディ         | 牝3  | 園田 | 2:03.4 | 木村健     | 保利良次   | 戸部弘                         |
| 第14回 | 2013年6月6日  | 園田   | 1870m | ユメノアトサキ     | 牝3  | 園田 | 2:03.6 | 坂本和也   | 新子雅司   | 市川智                         |
| 第15回 | 2014年6月5日  | 園田   | 1870m | トーコーガイア     | 牡3  | 園田 | 2:03.7 | 木村健     | 吉行龍穂   | 森田藤治                       |
| 第16回 | 2015年6月4日  | 園田   | 1870m | インディウム       | 牡3  | 園田 | 2:01.9 | 木村健     | 田中範雄   | 窪田康志                       |
| 第17回 | 2016年6月16日 | 園田   | 1870m | ノブタイザン       | 牡3  | 園田 | 2:01.6 | 木村健     | 新井隆太   | 平野正行                       |
| 第18回 | 2017年6月15日 | 園田   | 1870m | ブレイヴコール     | 牡3  | 園田 | 2:04.4 | 川原正一   | 諏訪貴正   | 南條浩輝                       |
| 第19回 | 2018年6月7日  | 園田   | 1870m | コーナスフロリダ   | 牡3  | 園田 | 1:59.9 | 岡部誠     | 田中範雄   | （株）グリーンファーム         |
| 第20回 | 2019年6月6日  | 園田   | 1870m | バンローズキングス | 牡3  | 園田 | 2:00.5 | 吉村智洋   | 松平幸秀   | 福山清二                       |
| 第21回 | 2020年6月11日 | 園田   | 1870m | ディアタイザン     | 牡3  | 園田 | 2:04.3 | 杉浦健太   | 碇清次郎   | 平野照子                       |
| 第22回 | 2021年6月10日 | 園田   | 1870m | スマイルサルファー | 騸3  | 西脇 | 2:03.9 | 大山真吾   | 渡瀬寛彰   | 松野真一                       |
| 第23回 | 2022年6月9日  | 園田   | 1870m | バウチェイサー     | 牡3  | 園田 | 2:04.8 | 笹田知宏   | 新子雅司   | 渡部賢治                       |
| 第24回 | 2023年6月14日 | 園田   | 1870m | スマイルミーシャ   | 牝3  | 園田 | 2:04.1 | 吉村智洋   | 飯田良弘   | 松野真一                       |
| 第25回 | 2024年7月4日  | 園田   | 1870m | マルカイグアス     | 牡3  | 西脇 | 2:04.4 | 鴨宮祥行   | 橋本忠明   | 日下部猛                       |
| 第26回 | 2025年6月26日 | 園田   | 1870m | オケマル           | 牡3  | 西脇 | 2:05.1 | 下原理     | 盛本信春   | 高橋文男                       |

### 各回競走結果の出典
- 兵庫ダービー　歴代優勝馬 - 地方競馬全国協会

#### 馬主の出典
- JBISサーチ
  - 2000年，2001年，2002年，2003年，2004年，2005年，2006年，2006年，2007年，2008年，2009年，2010年，2011年，2012年，2013年，2014年，2015年，2016年，2017年，2018年，2019年，2020年，2021年，2022年，2023年，2024年